# Брейт, Уильям
Уильям Брейт (англ. William Breit; 13 февраля 1933, Сан-Антонио — 25 августа 2011, Сан-Антонио) — североамериканский экономист. Степень бакалавра и магистра получил в Техасском университете; доктор философии Университета штата Мичиган (1961). Преподавал в Вирджинском университете (1965—1983, профессор с 1970), университете Луизиана Стейт (1961—1965); профессор Тринити университета (Сан-Антонио, 1983—2002). Автор ряда художественных произведений в соавторстве с Кеннетом Элзинга под коллективным псевдонимом Маршалл Джевонс.

## Основные научные произведения
- «Возвращение к полемике о фонде заработной платы» (The Wages Fund Controversy Revisited, 1967).
- The Antitrust Casebook: Milestones in Economic Regulation. — Chicago: Dryden Press, 1982. (в соавторства с К. Элзинга)
- «Гэлбрейт и Фридмен: две версии экономической реальности» (Galbraith and Friedman: Two Versions of Economic Reality, 1984).
- «Реформа антитрестовских штрафов: экономический анализ» (Antitrust Penalty Reform: An Economic Analysis, 1986, в соавторства с К. Элзинга).